# Don't Go in the House
Don't Go in the House è un film horror del 1980, diretto e co-sceneggiato da Joseph Elison.

## Trama
Donald assiste imperturbabile a un incidente sul posto di lavoro, osservando un uomo che prende fuoco senza battere ciglio. Tornato a casa, l'uomo scopre che sua madre è morta: i due eventi fanno scatenare in lui ricordi riguardanti i terribili abusi a cui la donna lo sottoponeva, ossia la pratica di ustioni sulle braccia ogni qual volta lei ritenesse opportuno punirlo. Donald inizia dunque ad attirare sistematicamente delle donne a casa sua, imprigionarle e ucciderle con l'ausilio di un lanciafiamme, per poi conservarne i cadaveri carbonizzati e parlare con loro come se potessero ascoltarlo e ricevere suoi ordini. Neanche il suo unico amico, né il prete a cui lui stesso si rivolge confessando i peccati di sua madre, capiscono cosa sta accadendo.

## Produzione
Il film è stato girato prevalentemente negli ambienti dalla Strauss Mansion di Atlantic Highlands, edificio storico ai tempi in stato di rovina.

## Distribuzione
In un primo momento, il film è stato distribuito soltanto nel territorio delle Hawaii. A livello internazionale, il film fu bersagliato da molteplici censure a causa del suo contenuto molto violento: la versione distribuita inizialmente nel Regno Unito conteneva ad esempio 3 minuti di tagli. A partire dal 1982, comunque, la versione integrale del film ha avuto distribuzione anche nel territorio britannico nel mercato home video.
Per quanto riguarda la distribuzione nel mercato home video, già nel corso degli anni '80 l'opera fu distribuita su videocassetta. Negli anni '90 è stata distribuita anche come DVD, per poi venire distribuita anche in formato Blu-ray a partire dal 2015.

## Colonna sonora
La colonna sonora del film fu realizzata da Richard Einhorn e, in un primo momento, non fu distribuita come opera a sé stante. Nel 2019 è stata tuttavia pubblicata su formato doppio vinile da parte dell'etichetta Waxwork Records.

## Accoglienza
Sull'aggregatore Rotten Tomatoes il film riceve il 43% delle recensioni professionali positive con un voto medio di 4,1 su 10 basato su 7 critiche.